# Rhynchocalycaceae
Classification APG II (2003)
Famille
Classification APG III (2009)
Les Rhynchocalycaceae (les Rhynchocalycacées en français) sont une famille de plantes à fleurs dicotylédones de l'ordre des Myrtales, selon la classification phylogénétique APG (1998) et la classification phylogénétique APG II (2003). Elle comprend une espèce : Rhynchocalyx lawsonioides.
Ce sont de petits arbres des régions subtropicales, originaires d'Afrique du Sud.

## Classification
Cette espèce était autrefois placée dans la famille des Lythracées.
En classification phylogénétique APG III (2009), cette famille est invalide ; cette espèce est incorporée dans la famille Penaeaceae.